# Charlotte de Turckheim
Pour les articles homonymes, voir de Turckheim.
Anne-Charlotte de Turckheim, dite Charlotte de Turckheim, née le 5 avril 1955 à Montereau-Fault-Yonne (Seine-et-Marne), est une actrice, réalisatrice et humoriste française.

## Biographie

### Famille et jeunesse
Anne-Charlotte de Turckheim est la fille d'Arnaud de Turckheim (1928-2018) et de Françoise Husson (1930-2025). Côté paternel, sa famille est issue de l'ancienne noblesse alsacienne, anoblie dès 1552 sous le règne du Saint-Empire romain germanique, et ayant reçu ensuite le titre de "Baron" en 1782,. Elle a une sœur aînée, Marie-Cléophée (née le 21 juin 1953), un frère, Amaury (né le 14 avril 1959) et une sœur benjamine, Amélie (née le 21 mars 1966). Elle est la cousine, également, du compositeur et réalisateur Cyril de Turckheim.
Elle déclare qu'elle a avorté à l'âge de quinze ans et qu'elle ne l'a pas fait de gaieté de cœur mais que ne pas le faire aurait gâché sa vie.

### Débuts professionnels
Après son baccalauréat, elle exerce divers métiers (secrétaire, marchande de vêtements, professeur de français) et entame des études de théâtre en s'inscrivant en 1976 au cours Périmony.

### Carrière
Coluche lui écrit son premier spectacle solo au théâtre d'Edgar en 1979 et le produit. Il lui donne un rôle au cinéma dans le Maître d'école de Claude Berri en 1981. Dans Les Sous-doués en vacances puis dans Chouans ! elle a des seconds rôles. Elle s'offre son premier rôle en adaptant son spectacle Une journée chez ma mère au cinéma. En 1999, elle passe à la réalisation avec la comédie Mon père, ma mère, mes frères et mes sœurs... qui obtient un joli succès. Dans les années 2000, elle tourne des téléfilms (Un été de canicule, Un amour à taire, Clara Sheller) et la série Madame le Proviseur.
Durant les années 1980 et 90, elle est l'une des sociétaires des Grosses Têtes de Philippe Bouvard.
Elle participe aussi à l'émission de Laurent Ruquier, On va s'gêner, sur Europe 1. Elle est l'invitée de l'émission Rendez-vous en terre inconnue chez les Nénètses en Sibérie diffusée sur France 2 en 2007 et animée par Frédéric Lopez. À partir de l'année 2009 elle fait la campagne publicitaire de la marque Atlantic, reconnue pour son confort thermique, via six spots radios diffusés sur RTL, RTL2 et RMC.
Depuis 1997, Charlotte de Turckheim est marraine d'honneur de l'association Enfants d'Asie qui accompagne les enfants défavorisés d'Asie du Sud-Est à travers l'éducation et le parrainage.
Le 31 décembre 2009, Charlotte de Turckheim joue son spectacle à Nijrab, en Afghanistan, pour fêter la bonne année aux 3 300 soldats français engagés en Afghanistan et les soutenir.
Elle est sensible à cette cause, comme son troisième époux Zaman Hachemi, exilé politique afghan qu'elle a épousé le 31 août 2012.

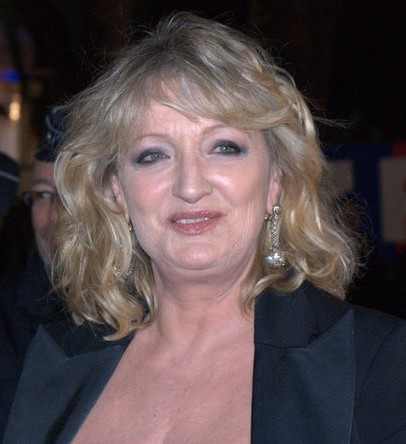
Charlotte de Turckheim aux NRJ Music Awards 2011.

Charlotte de Turckheim revient aux Grosses Têtes de Laurent Ruquier le 27 octobre 2016, elle est de retour occasionnellement en 2018, 2019, 2021, 2023.
Elle a sillonné les routes de France aux côtés du commissaire-priseur Harold Hessel, pour le programme télévisé Vos objets ont une histoire diffusé en 2014 sur France 2.
En 2017, elle reprend Une journée chez ma mère, mis en scène par Patrice Thibaud. Après une résidence au sein de la Nouvelle Eve à Paris, elle part en tournée en 2018.
Début 2025, Charlotte de Turckheim est candidate dans la saison 14 de Danse avec les stars sur TF1, avec Yann-Alrick Mortreuil comme partenaire de danse.

### Engagements
Elle est marraine de l'école de spectacle « Les enfants de la comédie » à Sèvres (92).
Elle se dit profondément attachée à l'Alsace et garde des liens proches avec sa famille en Alsace et cette région. Elle a été marraine de la 42e édition de la Rencontre des Alsaciens du monde en 2023, et depuis 1996, elle est marraine d'une cuvée spéciale à son nom produite par la Cave de Turckheim. En 2022, elle a été faite "citoyenne d'honneur de la cité" de Turckheim. 

### Vie privée
À quinze ans, Charlotte de Turckheim fréquente Jean-Christophe Cambadélis qui en a dix-neuf.
Elle épouse Jean-Noël Fenwick en 1975. Un an plus tard, en 1976, ils divorcent,.
Elle s'unit ensuite à Jean-Marc Piaton, fondateur d'une agence de conseil en image de marque et design. Ils ont trois filles : Julia (1985), Clara (1988) et Johanna (1991). Ils divorcent.
En 2012, elle épouse Zaman Hachemi, dirigeant d'une société de parking, frère de son amie la romancière afghane Chékéba Hachemi, militante pour l'éducation des jeunes filles afghanes.

## Filmographie

### Actrice

#### Cinéma
- 1975 : Les Dépravées du plaisir (ou Le Gibier) de Bernard Launois : Une cycliste
- 1980 : La Nuit de la mort, de Raphaël Delpard : Nicole
- 1981 : Le Maître d'école, de Claude Berri : Charlotte
- 1981 : Les Babas-cool, de François Leterrier : Christine
- 1982 : Toro Moreno, de Gérard Krawczyk (court-métrage)
- 1982 : Ma femme s'appelle reviens, de Patrice Leconte : La femme aux urgences
- 1982 : Les Sous-doués en vacances, de Claude Zidi : Pétronille
- 1983 : Édith et Marcel, de Claude Lelouch : Ginou
- 1983 : Éducation anglaise, de Jean-Claude Roy
- 1983 : Attention, une femme peut en cacher une autre !, de Georges Lautner : Cynthia
- 1983 : Signes extérieurs de richesse, de Jacques Monnet : Sylvie Picard
- 1984 : Retenez-moi... ou je fais un malheur !, de Michel Gérard : Marie-Christine Martin
- 1984 : Un amour de Swann, de Volker Schlöndorff : Madame de Cambremer
- 1984 : Rive droite, rive gauche, de Philippe Labro : Catherine, la directrice de l'agence
- 1987 : Sale Destin, de Sylvain Madigan : La prostituée, amie de Rachel
- 1988 : Chouans !, de Philippe de Broca : Olympe de Saint-Gildas
- 1989 : La Salle de bain, de John Lvoff : Brigitte
- 1989 : À deux minutes près, d'Éric Le Hung : Virginie
- 1991 : Les Secrets professionnels du Dr Apfelglück, d'Alessandro Capone, Stéphane Clavier, Mathias Ledoux et Hervé Palud : L'Espagnole
- 1991 : Une époque formidable…, de Gérard Jugnot : Rita
- 1991 : Mon père, ce héros, de Gérard Lauzier : Irina
- 1992 : Une journée chez ma mère, de Dominique Cheminal : Charlotte/Cathy
- 1995 : Jefferson à Paris (Jefferson in Paris), de James Ivory : Marie Antoinette
- 1996 : La Propriétaire (The Proprietor), d'Ismail Merchant : Judith Mark
- 1997 : Héroïnes, de Gérard Krawczyk : Catherine
- 1999 : Mon père, ma mère, mes frères et mes sœurs…, de Charlotte de Turckheim : Jeanne
- 2002 : Sexes très opposés, d'Éric Assous : Brigitte
- 2005 : Les Aristos, de Charlotte de Turckheim : Comtesse Solange Poitou Castilla de la Taupinière
- 2010 : Pièce montée, de Denys Granier-Deferre : Marie-Claire
- 2011 : La Croisière, de Pascale Pouzadoux : Hortense
- 2012 : Mince alors !, de Charlotte de Turckheim : Christelle, La patronne du salon de coiffure Christelle
- 2013 : Grand Départ, de Nicolas Mercier : Madame Fauras
- 2014 : Avis de mistral, de Roselyne Bosch : Laurette
- 2015 : Qui c'est les plus forts ?, de Charlotte de Turckheim : Madame Galacher
- 2017 : Loue-moi !, de  Coline Assous et Virginie Schwartz : Michèle
- 2018 : Abdel et la Comtesse, d'Isabelle Doval : La Comtesse de Montarbie d’Haust
- 2021 : Mince alors 2 !, de Charlotte de Turckheim : Isabelle
- 2024 : Fêlés de Christophe Duthuron : Madame Larrieu

#### Télévision
- 1981 : Nana de Maurice Cazeneuve : Rose
- 1981 : Le Boulanger de Suresnes de Jean-Jacques Goron : Josiane
- 1982 : Marcheloup de Roger Pigaut : Georgette
- 1983 : Secret diplomatique de Denys de La Patellière et Claude Barrois : Catherine-Amélie
- 1988 : Les Rats de Montsouris de Maurice Frydland : Hélène
- 1988 : La Baby-sitter de Chantal Baumann, Christiane Lehérissey, Laurent Lévy et Jean-Pierre Oualid (série TV) :  Julia Leguern
- 1990 : Deux maîtres à la maison : Corinne (2 épisodes)
- 1995 : Parents à mi-temps d'Alain Tasma : Alice
- 1997 : Le Surdoué d'Alain Bonnot : Isabelle Leblanc
- 1998 : Les Oiseaux de passage de Neil Hollander : Ana Brown
- 1999 : Parents à mi-temps : Chassés-croisés de Caroline Huppert : Alice
- 1999-2004 : Madame le Proviseur de José Pinheiro, Alain Bonnot, Philippe Bérenger et Sébastien Grall (série TV, 10 épisodes) : Alice Vandeleur
- 2002 : Maresme de Rosa Vergés : Martina
- 2002 : Y a pas d'âge pour s'aimer de Thierry Chabert : Christine
- 2003 : Un été de canicule de Sébastien Grall : Emma
- 2005 : Un amour à taire de Christian Faure : Marcelle Lavandier
- 2006 : Le Ciel sur la tête de Régis Musset : Rosine
- 2006 : Jeanne Poisson, marquise de Pompadour de Robin Davis : La Reine
- 2008 : Clara Sheller (saison 2) d'Alain Berliner : Marie
- 2008 : Une enfance volée : L'Affaire Finaly de Fabrice Genestal : Antoinette Brun
- 2010 : Le grand ménage de Régis Musset : Marie-Agnès
- 2011 : La Pire Semaine de ma vie de Frédéric Auburtin : Marguerite
- 2012 : Vive la colo ! de Didier Le Pêcheur et Dominique Ladoge : Capucine
- 2012 : La Loi de mon pays de Dominique Ladoge : Estelle Seban
- 2014 : Candice Renoir (saison 2) : Isaure de l'Estang
- 2014 : Les tourtereaux divorcent de Vincenzo Marano : Liliane
- 2014 : Scènes de ménages (prime-time L'Album de famille) : la tante de Cédric
- 2015 : La Permission de Philippe Niang : Louise Perreau
- 2015 : Merci pour tout, Charles d'Ernesto Oña : Caroline Delacourt
- 2016 : Meurtres à Dunkerque de Marwan Abdallah : Janie Roussel
- 2017 : La Loi de Valérie, de Thierry Binisti : Valérie
- 2019 : Meurtres à Belle-Île de Marwan Abdallah : Marine Lamblin
- 2021 : Disparition inquiétante (épisode Instincts maternels) d'Arnaud Mercadier : Procureur Hartmann
- 2022 : Détox de Marie Jardillier : Mireille
- 2024 : Ça, c'est Paris ! de Marc Fitoussi : Babeth

### Réalisatrice
- 1998 : Mon père, ma mère, mes frères et mes sœurs
- 2006 : Les Aristos
- 2012 : Mince alors !
- 2015 : Qui c'est les plus forts ?
- 2021 : Mince alors 2 !

## Spectacles
- 1978 : Le Bonbon magique
- 1980 : Le Troisième Jumeau
- 1981 : One woman show
- 1983 : Cyrano de Bergerac
- 1987 : Paliers de crabes
- 1989 : Le Misanthrope de Molière, mise en scène Jacques Weber, théâtre de Nice, théâtre de la Porte-Saint-Martin
- 1990 : Une journée chez ma mère de Bruno Gaccio & Charlotte de Turckheim, mise en scène Jacques Décombe, théâtre de la Michodière, théâtre Antoine, tournée en France
- 1993 : Ma journée à moi (tournée en France, Suisse, Belgique)
- 2004 : On m'a pas prévenue de Bruno Gaccio & Charlotte de Turckheim, théâtre des Bouffes-Parisiens
- 2007 : Ça va nettement mieux de Charlotte de Turckheim, théâtre de la Madeleine
- 2008 : Open Bed de David Serrano, mise en scène Charlotte de Turckheim, théâtre des Bouffes-Parisiens
- 2012 : Que faire de Monsieur Sloane? de Joe Orton, mise en scène Michel Fau, Comédie des Champs-Élysées
- 2017 : Une journée chez ma mère de Bruno Gaccio & Charlotte de Turckheim, mise en scène Patrice Thibaud, tournée

## Émissions de télévision
- 2007 : Rendez-vous en terre inconnue (chez les Nénètses) sur France 2
- 2011 : N'oubliez pas les paroles ! sur France 2
- 2014 : Vos objets ont une histoire sur France 2[20]
- 2019 : La Fabuleuse Histoire de l'école sur France 2
- 2023 : Les Traîtres (saison 2) sur M6
- 2025 : Danse avec les stars (saison 14) sur TF1, avec Yann-Alrick Mortreuil comme partenaire de danse.

## Discographie
- Le Français (face B : Les Mots d'émotion), 45 tours, WEA, 1984.

## Publication
- Une journée chez ma mère, avec Bruno Gaccio, éditions Jean-Claude Lattès, 1991.

## Distinctions
- 1991 : Nomination au Molière du Meilleur « one man show » ou spectacle de sketches[21]